# Boeing 737
El Boeing 737 és un avió bireactor de fuselatge estret i curt-mitjà abast desenvolupat i fabricat per Boeing. Les diferents versions d'aquesta aeronau tenen un abast d'entre 2.850 i 7.130 km (1.540 a 3.850 mn) i poden transportar fins a 215 passatgers.
El primer membre de la família, el 737-100, fou llançat el febrer del 1965, emprengué el seu primer vol el 9 d'abril del 1967 i fou lliurat per primera vegada el febrer del 1968 a l'operador de llançament, Lufthansa. La família, desenvolupada originalment per complementar el Boeing 727 en rutes curtes amb un nombre relativament petit de passatgers, ha anat creixent des d'aleshores amb la introducció del 737 Classic (primera entrega el 1984), el 737 Next Generation (1997) i el 737 MAX (2017).
Ha estat contínuament fabricat per Boeing des del 1967, amb 7.865 avions entregats i 3.680 aparells encarregats a desembre del 2013. Té una capacitat entre 85 i 215 passatgers.

## Història
Boeing va construir el 737 per cobrir la necessitat de tenir un producte que pogués competir al mercat del transport aeri de curt abast, el qual va ser obert pel BAC One-Eleven i el McDonnell Douglas DC-9. Boeing anava per darrere de la seva competència, ja que, quan la construcció del 737 es va iniciar el 1964, ambdós dels seus competidors ja tenien els seus certificats de vol.
El 19 de febrer de 1965, la constructora nord-americana Boeing, va anunciar la intenció de construir el model 737, un transport aeri de curt abast propulsat per dos motors a reacció. El Boeing 737-100 va fer el seu primer vol el 9 d'abril de 1967 a Seattle i Lufthansa va inaugurar els seus serveis amb aquest avió el 10 de febrer de 1968.
Originàriament estava prevista una capacitat d'entre 60 i 85 passatgers, però Lufthansa (client de llançament) necessitava una capacitat de 100 seients. Degut a això, es va allargar el fuselatge. Això va donar al 737 un gran avantatge respecte a la competència al tenir més capacitat de passatgers i un cost menor de disseny, l'ala incorporava gran part de la tecnologia desenvolupada pel Boeing 727, però es va optar per un disseny més conservador.

## Disseny
El 737 estava constituït pel fuselatge del 727 amb una cua similar a la del 707 i conservant els motors sota les ales, tecnologia que Boeing va reutilitzar al màxim. Els motors del model original eren dos Pratt & Whitney JT9D-1 de 6.350 kg d'empenyiment cadascun.

## Producció
A 2018, Boeing havia produït més de 10.000 avions de passatgers del model 737 en totes les seves versions. En concret, a agost de 2018, Boeing ha rebut comandes per a 14.956 unitats del Boeing 737, 4.746 de les quals encara no s'han produït i/o entregat. En la següent taula es detallen les produccions de cadascuna de les diverses generacions i versions:
| Generació               | Model series           | Codi ICAO          | Ordres | Entregues | Ordres no entregades | Primer vol              |
| ----------------------- | ---------------------- | ------------------ | ------ | --------- | -------------------- | ----------------------- |
| 737 Original            | 737-100                | B731               | 30     | 30        | —                    | 9 d'abril del 1967      |
| 737 Original            | 737-200                | B732               | 991    | 991       | —                    | 8 d'agost del 1967      |
| 737 Original            | 737-200C               | B732               | 104    | 104       | —                    | 18 de setembre del 1968 |
| 737 Original            | 737-T43A               | B732               | 19     | 19        | —                    | 10 de març del 1973     |
| 737 Classic             | 737-300                | B733               | 1.113  | 1.113     | —                    | 24 de febrer del 1984   |
| 737 Classic             | 737-400                | B734               | 486    | 486       | —                    | 19 de febrer del 1988   |
| 737 Classic             | 737-500                | B735               | 389    | 389       | —                    | 30 de juny del 1989     |
| 737 Next Generation     | 737-600                | B736               | 69     | 69        | —                    | 22 de gener del 1998    |
| 737 Next Generation     | 737-700                | B737               | 1.128  | 1.128     | —                    | 9 de febrer del 1997    |
| 737 Next Generation     | 737-700C               | B737               | 22     | 20        | 2                    | 14 d'abril del 2000     |
| 737 Next Generation     | 737-700W               | B737               | 14     | 14        | —                    | 20 de maig del 2004     |
| 737 Next Generation     | 737-800                | B738               | 4.991  | 4.878     | 113                  | 31 de juliol del 1997   |
| 737 Next Generation     | 737-800A               | B738               | 138    | 104       | 34                   | 25 d'abril del 2009     |
| 737 Next Generation     | 737-900                | B739               | 52     | 52        | —                    | 3 d'agost del 2000      |
| 737 Next Generation     | 737-900ER              | B739               | 505    | 468       | 37                   | 1 de setembre del 2006  |
| 737 Boeing Business Jet | 737-BBJ1 (-700)        | B737               | 121    | 120       | 1                    | 4 de setembre del 1998  |
| 737 Boeing Business Jet | 737-BBJ2 (-800)        | B738               | 23     | 21        | 2                    | N/A                     |
| 737 Boeing Business Jet | 737-BBJ3 (-900)        | B739               | 7      | 7         | —                    | N/A                     |
| 737 MAX                 | 737 MAX (-7,-8,-9,-10) | B37M / B38M / B39M | 4.754  | 197       | 4.557                | 29 de gener del 2016    |

- Dades d'ordres i entregues de Boeing a agost del 2018.[2]

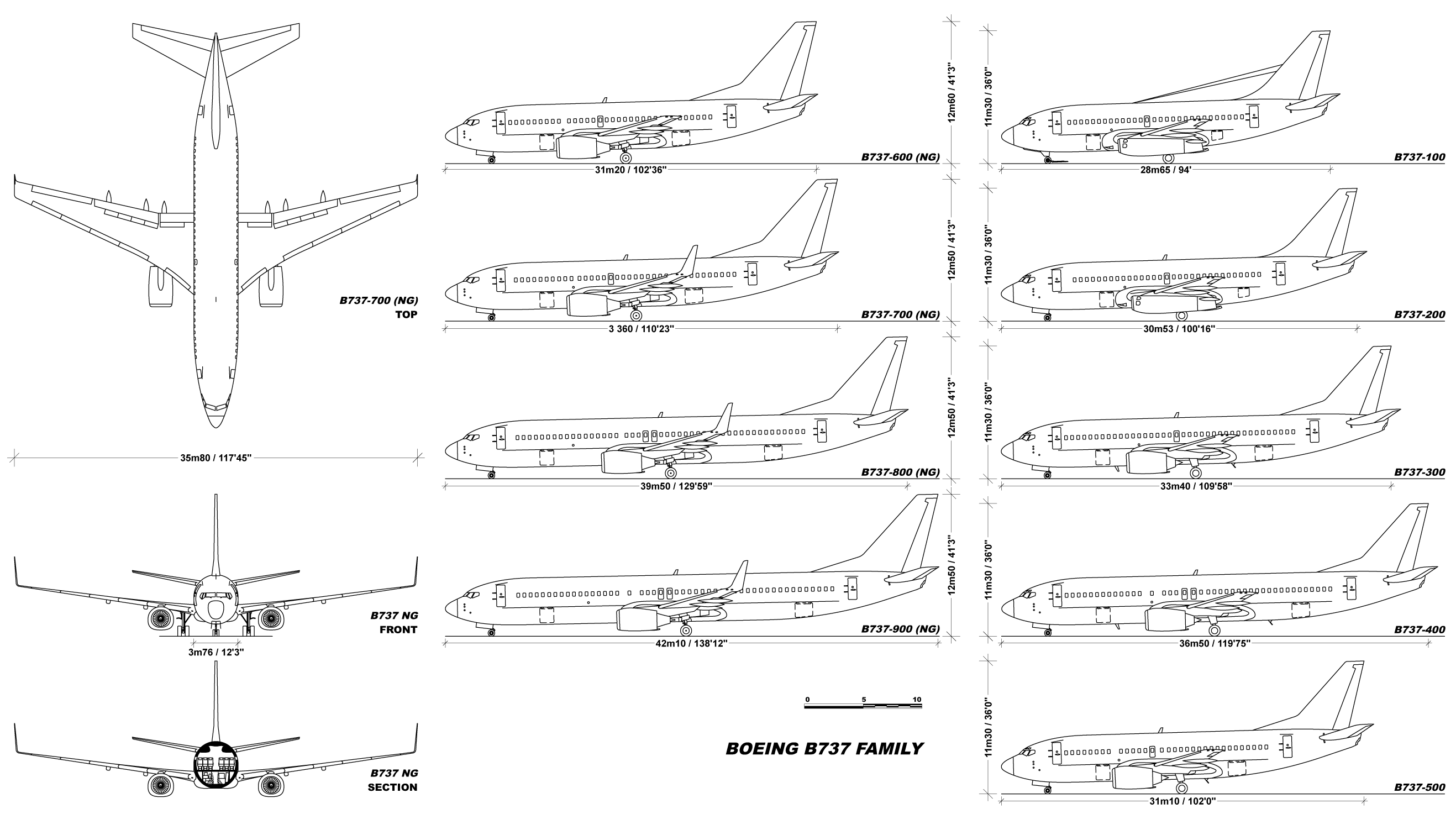
Comparació de les diferents variants del Boeing 737

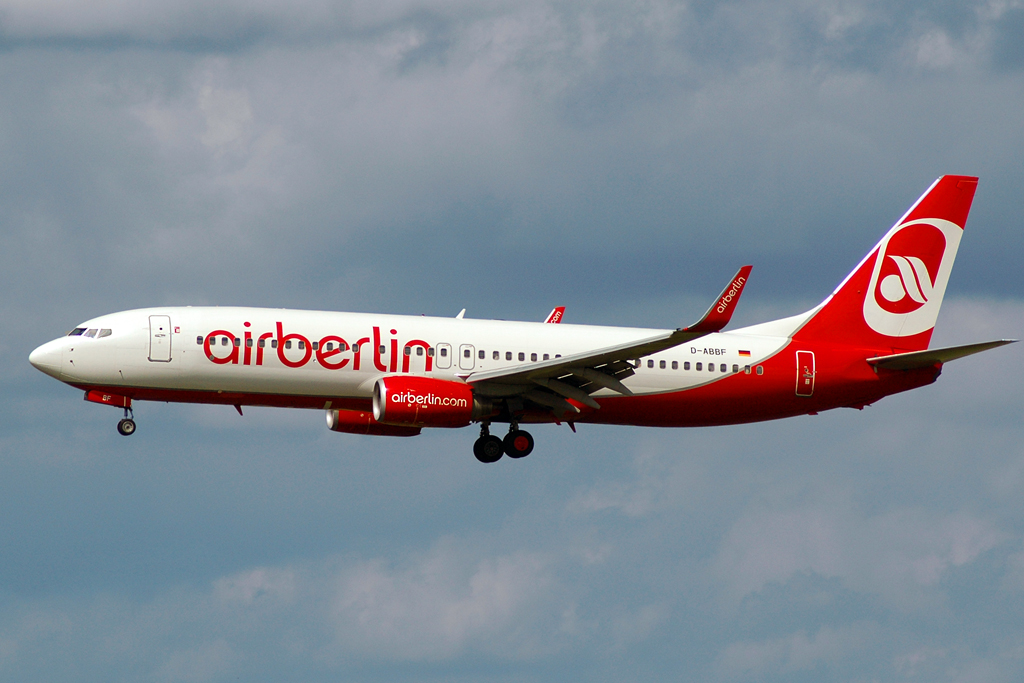
Boeing 737-800